# Opération Casse-noisette
Série
Opération Casse-noisette 2
(2017)
Pour plus de détails, voir Fiche technique et Distribution.
Opération Casse-noisette, ou Opération Noisettes au Québec (The Nut Job) est un film d'animation américano-canado-sud-coréen réalisé par Peter Lepeniotis et sorti en 2014.

## Synopsis
En 1959, à Oakton City, Roublard (Solo dans la version québécoise),  un écureuil géant de l'Inde, projette de cambrioler une boutique de noix ; mais un tel projet ne se prépare pas sans assistance. Avec les autres membres du parc, il met au point un plan.

## Fiche technique
- Titre original : The Nut Job
- Titre français : Opération Casse-noisette
- Titre québécois : Opération Noisettes
- Réalisation : Peter Lepeniotis
- Scénario : Lorne Cameron, Robert Reece, Daniel Woo et Peter Lepeniotis
- Montage : Paul Hunter
- Musique : Paul Intson
- Animateur : Ken Duncan, Morgan Ginsberg et Dominique Monféry
- Producteur : Woo-Kyung Jung et Graham Moloy
  - Producteur associé : Robert Eckmann, William Woojae Hahn, Kang Yeongshin, Kim Hakbeom, Kim Hojeong, Kim Young-jun, Nam Byungho, Yang Min-suk et Yoon Chae
  - Producteur délégué : Hongjoo Ahn, William Bindley, Hoe Jin Ha, Mike Karz, Kim Hong, Kim Hyungkon, Daniel Woo et Tom Yoon
- Production : Gulfstream Pictures, Red Rover International, ToonBox Entertainment et Open Road Films (en)
- Distribution : Open Road Films (en), Sidus Pictures et SND
- Pays d'origine :  États-Unis,  Canada et  Corée du Sud
- Genre : animation
- Durée : 86 minutes
- Dates de sortie :
  - États-Unis, Canada : 17 janvier 2014
  - Corée du Sud : 29 janvier 2014
  - France : 6 août 2014
- Dates de sortie DVD :
  - États-Unis, Canada : 15 avril 2014
  - France : 1er décembre 2014

## Distribution

### Voix originales
- Will Arnett : Surly
- Brendan Fraser : Grayson
- Liam Neeson : Raccoon
- Katherine Heigl : Andie
- Stephen Lang : King
- Sarah Gadon : Lana
- Maya Rudolph : Precious
- Jeff Dunham : Mole
- Joe Pingue : Jimmy
- Christian Potenza : Johnny
- Stacey DePass : Jamie
- Scott Yaphe : Lucky
- James Rankin : Fingers
- Julie Lemieux : la scout
- Scott McCord : L'officier de police

### Voix françaises
- Emmanuel Curtil : Roublard
- Charlotte Marin : Roussette
- José Luccioni : Raton
- Guillaume Orsat : Grisou
- Michel Mella : Biglouche
- Serge Biavan : Finaud
- Patrick Béthune : King
- Patrick Osmond : Laveine
- Jérôme Pauwels : Jimmy
- Stéphane Fourreau : Johnny
- Dorothée Pousséo : Jamie
- Annie Milon : Bijou
- David Kruger : l'agent de police

 Source et légende : Version Française (V.F.) sur RS Doublage et Allodoublage

### Voix québécoises
- François Sasseville : Solo
- Daniel Picard : Grisou
- Jean-Luc Montminy : Raton
- Mélanie Laberge : Andie
- François Trudel : Roi
- Julie Beauchemin : Précieuse
- Jean-Jacques Lamothe : Taupe
- Martin Watier : Jimmy
- Louis-Philippe Dandenault : Johnny
- Louis-Georges Girard : Fingers

### Caméo
Le chanteur Psy fait une apparition à la fin du film.

## Box office
Le film a réalisé près de 1 188 742 entrées en France.[réf. nécessaire]
Aux Etats-Unis, le film totalise 64 251 541 de dollars.

## Distinctions

### Récompense
- Prix de l'ATAA 2015 : prix de l'adaptation en doublage pour un film d'animation pour Jérôme Pauwels[6]

## Suite
Une suite intitulée Opération Casse-noisette 2 est sortie en 2017.